# Bale (gorje)
Planine Bale (također zvane planine Urgoma) su planinski lanac u regiji Oromia na jugoistoku Etiopije, južno od rijeke Avaša.
U sklopu masiva Bale su planine; Tulu Demtu, (druga po visini u Etiopiji sa svojih 4,377 m) i Batu (4,307 m). Rijeka Veb, pritoka rijeke Džube, izvire na obrocima ovog masiva istočno od grada Goba. Veliki dio Masiva Bale je rezerviran za Nacionalni park Bale koji obuhvaća 2200 km² površine ovog masiva.
Bale su stanište mnogih etiopskih endemskih životinja, poput etiopskog vuka, (Canis simensis), koji ima stanište na Središnjoj visoravni Saneti (tu živi najveća skupina u cijeloj Etiopiji). Unutar Nacionalnog parka Bale na južnim obroncima Bala nalazi se prašuma Harena, još i danas u velikoj mjeri neistražen prostor, za koji se predpostavlja da ima mnoge neotkrivene vrste gmazova, kao i brojne divlje životinje; lavove, leoparde i razne vrste antilopa. Osim divljine nacionalni park nudi i iznimne dobre mogućnosti za trekking iz sjedišta parka Dinša.
Danas ugrožena vrsta afričkog divljeg psa (Lycaon pictus) nekoć je imao stanište na Balama (zadnji primjerak viđen je 1990.), ali danas je gotovo izgnan iz planina zbog smanjivanja staništa.

## Poveznice
- Nacionalni park Bale

## Vanjske poveznice
- Ethiopia Mountain, Bale Mountains  Arhivirana inačica izvorne stranice od 5. rujna 2010. (Wayback Machine) (engl.)